# Ludwig Tieck
Ludwig Tieck (Berlim, 31 de maio, 1773 — ibid., 28 de abril, 1853) foi um poeta, romancista, crítico, tradutor e editor alemão, fez parte do movimento do romantismo do final do século XVIII e início do XIX.

## Carreira
Típicos do romantismo alemão inicial são Die Geschichte des Herrn William Lovell (1795-96; A História do Sr. William Lovell), uma novela em forma de carta que descreve a autodestruição moral de um jovem intelectual sensível; Karl von Berneck (1797), uma tragédia em cinco atos protagonizada na Idade Média; e Franz Sternbalds Wanderungen (1798; Viagens de Franz Sternbald), uma novela da vida artística no final da Idade Média. Sob o pseudônimo Peter Leberecht, Tieck publicou uma coletânea de contos de fadas intitulados Volksmärchen. Essa coletânea incluiu uma série de peças baseadas em contos de fadas – inclusive Ritter Blaubart (Cavaleiro Barba Azul) e Der gestiefelte Kater (O Gato de Botas) – que parodiavam o racionalismo do Iluminismo do século XVIII, bem como uma das melhores novelas curtas de Tieck, Der blonde Eckert (O louro Eckert), a história fantástica de um medo obsessivo.
Em 1799 Tieck publicou uma tradução de A Tempestade de William Shakespeare. Sua obra inicial culminou nas peças líricas, grotescas Leben und Tod der heiligen Genoveva (1800; Vida e Morte de Santa Genoveva) e Kaiser Octavianus (1804; Imperador Otaviano). Phantasus (1812-16), uma coletânea heterogênea de obras numa moldura narrativa, indicou um movimento rumo ao Realismo. Após 1802 Tieck produziu poucas obras originais.
Em 1825 Tieck foi nomeado conselheiro e crítico do teatro em Dresden, um cargo que manteve até 1842. Durante aqueles anos tornou-se uma das maiores autoridades literárias vivas na Alemanha. Suas energias criativas foram renovadas. Ele se afastou da fantasia de suas obras anteriores e achou o seu material na sociedade contemporânea de classe média ou na história. Suas quarenta novelas curtas, entre elas Des Lebens Überfluss (A Abundância da Vida, a história de um jovem casal que passa fome, isolado no andar superior de um casarão, durante um inverno rigoroso), escritas durante esse período contêm polêmicas tanto contra os românticos mais jovens como contra o movimento Jovem Alemanha contemporâneo que vinha tentando criar um teatro nacional alemão baseado em ideais democráticos.

## Publicações
Não há uma edição abrangente de suas obras que possa atender aos padrões acadêmicos. Em alguns casos, é preciso recorrer às edições individuais ou à edição dos escritos fornecidos pelo próprio Tieck.
- Schriften. 28 Volumes. Berlim: Reimer, 1828–1854 (online in der „Arno-Schmidt-Referenzbibliothek“).
- Sämmtliche Werke. Zwei Volumes in Quart. Paris (Tétot Frères), 1837 und 1841.
- Werke in vier Bänden. De acordo com o texto dos escritos de 1828-1854, levando em conta as primeiras edições, ed. bem como com epílogo e anotações de Marianne Thalmann. Quatro volumes. Munique: Winkler, 1963-1966.
- Schriften. In zwölf Bänden. Edição de Hans P. Balmes, Manfred Frank [u. a.]. Frankfurt am Main: Deutscher Klassiker-Verlag, 1986 ff.
  - Volume 1: Jugendwerke. Die Sommernacht. Schriften 1789–1793. Edição de Achim Hölter, 1991 (= Bibliothek deutscher Klassiker, 64).
  - Volume 6: Phantasus. 1985 (= Bibliothek deutscher Klassiker, 2).
  - Volume 7: Gedichte, hrsgg. von Ruprecht Wimmer, 1995 (= Bibliothek deutscher Klassiker, 124).
  - Volume 11: Der junge Tischlermeister. Die Vogelscheuche. Das Alte Buch. Eigensinn und Laune. Schriften 1834–1836. Edição de Uwe Schweikert, 1988 (= Bibliothek deutscher Klassiker, 35).
  - Volume 12: Vittoria Accorombona. Des Lebens Überfluss. Waldeinsamkeit. Schriften 1836–1852. Edição de Uwe Schweikert, 1986 (= Bibliothek deutscher Klassiker, 13).

### Trabalhos individuais (seleção)
- Abdallah. Eine Erzählung. Berlim, Leipzig: Nicolai, 1795
- Peter Lebrecht. Eine Geschichte ohne Abentheuerlichkeiten. Zwei Volumes. Berlim, Leipzig: Nicolai, 1795–1796.
- Die beiden merkwürdigsten Tage aus Siegmunds Leben, 1796.
- William Lovell. Drei Volumes. Berlim, Leipzig: Nicolai 1795–1796.
  - Volume 1: 1795 (Digitalisat und Volltext em Deutschen Textarchiv).
  - Volume 2: 1796 (Digitalisat und Volltext em Deutschen Textarchiv).
  - Volume 3: 1796 (Digitalisat und Volltext em Deutschen Textarchiv).
- Wilhelm Heinrich Wackenroder e Ludwig Tieck: Herzensergießungen eines kunstliebenden Klosterbruders. Berlim: Unger, 1797 (Digitalisat und Volltext - Deutschen Textarchiv).
  - Como CD: Pfingstreise im Jahre 1793. Wilhelm Heinrich Wackenröder und Ludwig Tieck, vorgestellt von Michael Thumser, apresentado por Hans-Jürgen Schatz. Dois CDs. Berlim: Auricula Verlag, 2010. ISBN 978-3-931961-06-0.
- Die sieben Weiber des Blaubart. Eine wahre Familiengeschichte. Edição de Gottlieb Färber [d. i. Ludwig Tieck]. Istanbul: Murusi, 1212 [d. i. Berlim: Nicolai, 1797].
- Volksmärchen. Edição de Peter Leberecht [d. i. Ludwig Tieck]. Drei Volumes. Berlim: Nicolai, 1797 (contém por Tieck Der gestiefelte Kater, Der blonde Eckbert und Ritter Blaubart).
- Liebesgeschichte der schönen Magelone und des Grafen Peter von Provence, 1797
- Franz Sternbalds Wanderungen. Eine altdeutsche Geschichte. Zwei Volumes. Berlim: Unger, 1798.
  - Volume 1 (Digitalisat und Volltext - Deutschen Textarchiv).
  - Volume 2 (Digitalisat und Volltext - Deutschen Textarchiv).
- Die verkehrte Welt. Ein historisches Schauspiel in fünf Aufzügen. 1798.
- Romantische Dichtungen. Zwei Volumes. Jena: Frommann, 1799–1800.
- Prinz Zerbino, oder die Reise nach dem guten Geschmack, gewissermassen eine Fortsetzung des gestiefelten Katers. Ein Spiel in sechs Aufzügen. Frommann, Jena 1799.
- Wilhelm Heinrich Wackenroder: Phantasien über die Kunst, für Freunde der Kunst. Edição de Ludwig Tieck. Verlag Friedrich Perthes, Hamburg 1799.
- Poetisches Journal. Edição de Ludwig Tieck. Jena: Frommann, 1799.
- Der Runenberg, 1804.
- Kaiser Octavianus. Ein Lustspiel in zwei Theilen. Frommann, Jena 1804.
- Liebeszauber, 1811.
- Phantasus. Eine Sammlung von Märchen, Erzählungen, Schauspielen und Novellen. Drei Volumes. Berlim: Realschulbuchhandlung, 1812–1816.
  - Volume 1: 1812 (Digitalisat und Volltext - Deutschen Textarchiv).
  - Volume 2: 1812 (Digitalisat und Volltext - Deutschen Textarchiv).
  - Volume 3: 1816 (Digitalisat und Volltext - Deutschen Textarchiv).
- Gedichte. Drei Volumes. Dresden: Hilscher, 1821–1823.
- Die Gemälde. Novelle. 1822.
  - In: Deutscher Novellenschatz. Edição de Paul Heyse und Hermann Kurz. Bd. 2. 2. Aufl. Berlim, [1910], S. 1–123. In: Weitin, Thomas (Hrsg.): Volldigitalisiertes Korpus. Der Deutsche Novellenschatz. Darmstadt/Konstanz, 2016 (Digitalisat und Volltext im Deutschen Textarchiv)
- Novellen. Sieben Volumes. Dresden: Arnold; Berlim: Reimer; Breslau: Max, 1823–1828.
- Dramaturgische Blätter. Zwei Volumes. Breslau: Max, 1826; Volume 3: Leipzig: Brockhaus, 1852.
- Dichterleben. Erster Theil. Novelle, 1825.
- Der Aufruhr in den Cevennen. Eine Novelle in vier Abschnitten. Erster und zweiter Abschnitt. Berlim: Reimer 1826.
- Der Gelehrte. Novelle, 1827.
- Der Hexensabbat. Novelle, 1831.
- Gesammelte Novellen. Vermehrt und verbessert. 14 Volumes. Breslau: Max, 1835–1842.
- Der junge Tischlermeister. Novelle in sieben Abschnitten. Zwei Volumes. Berlim: Reimer, 1836.
- Des Lebens Überfluß. Novelle, 1839.
  - In: Deutscher Novellenschatz. Edição de Paul Heyse und Hermann Kurz. Bd. 3. 2. Aufl. Berlim, [1910], S. 1–86. In: Weitin, Thomas (Hrsg.): Volldigitalisiertes Korpus. Der Deutsche Novellenschatz. Darmstadt/Konstanz, 2016 (Digitalisat und Volltext im Deutschen Textarchiv)
- Vittoria Accorombona. Ein Roman in fünf Büchern. Zwei Volumes. Breslau: Max, 1840.
- Kritische Schriften. Vier Volumes. Leipzig: Brockhaus 1848–1852 (Bd. 3–4 auch unter dem Titel: Dramaturgische Blätter. Zum ersten Mal vollständig gesammelt).
- Gesammelte Novellen. Vollständige auf's Neue durchgesehene Ausgabe. Zwölf Volumes. Berlim: Reimer, 1852–1854 (identisch mit Schriften, Volume 17–28).
- Nachgelassene Schriften. Auswahl und Nachlese. Edição de Rudolf Köpke. Zwei Volumes. Leipzig: Brockhaus 1855.
- Das Buch über Shakespeare. Handschriftliche Aufzeichnungen. Aus seinem Nachlass Edição de Henry Lüdeke. Halle: Niemeyer, 1920 (= Neudrucke deutscher Literaturwerke des 18. und 19. Jahrhunderts, 1).
- Kritisches über Shakespeare (Manuscrito) Berlim, ca. 1849. Digitalizado por Zentral- und Landesbibliothek Berlim, 2017 urn:urn:nbn:de:kobv:109-1-12522492:{{{2}}}.

### Cartas selecionadas
As cartas de e para Tieck são muito numerosas, mas muitas vezes dependentes e de difícil acesso.
- Briefe an Ludwig Tieck. Selecionado e ed. por Karl von Holtei. Quatro volumes. Breslau: Trewendt 1864.
- Letters of Ludwig Tieck. Hitherto unpublished. 1792–1853. Coletado e editado por Edwin H. Zeydel, Percy Matenko e Robert Herndon Fife. Nova York: Modern Language Assoc. Reimpressão: Millwood, N.Y.: Kraus Reprint Co., 1973.
- Ludwig Tieck und Ida von Lüttichau in ihren Briefen. Edição de Otto Fiebiger. Dresden, 1937 (Mitteilungen des Vereins für Geschichte Dresdens, Heft 32).
- Letters to and from Ludwig Tieck and his circle. Unpublished letters from the period of German romanticism, including the unpublished correspondence of Sophie and Ludwig Tieck. Collected and edited by Percy Matenko, Edwin H. Zeydel, Bertha M. Masche. Chapel Hill: Univ. of North Carolina Press, [1967] (= Studies in the Germanic Languages & Literatures, No. 57). ISBN 0-8078-8057-4.
- Ludwig Tieck. Edição de Uwe Schweikert. Drei Volumes. München: Heimeran, 1971 (= Dichter über ihre Dichtungen. Volume 9/I–III).
- Ludwig Tieck und die Brüder Schlegel. Briefe. Com base na edição fornecida por Henry Lüdeke, recém-editada e anotada por Edgar Lohner. Munique: Winkler, 1972.

### Traduções (selecionadas)
- Cervantes, Don Quixote. Quatro volumes. Berlim 1799–1801; Reimpressão 1852–53.
- Werke von Shakespeare, juntamente com August Wilhelm Schlegel, Wolf von Baudissin e a filha de Tieck Dorothea Tieck:
  - Tieck ainda não estava envolvido na primeira edição (1797-1810).
  - Primeira edição da tradução de Schlegel-Tieck em 9 volumes 1825-1833.
  - Segunda edição 1839-1840.
  - Terceira edição 1843-1844.
- Altenglisches Theater. Dois volumes. Berlim 1811.
- Ralf G. Päsler: Ludwig Tiecks 'Heldenbuch'. Texte und Materialien, Stuttgart 2018, ISBN 978-3-7776-2691-8 (as cópias e notas de manuscritos então em Roma nos quais o 'Heldenbuch' se baseia, reunidas em um volume, estão agora no Stadtmuseum Berlim; Digitalisat; Digitalisat: https://sammlung-online.stadtmuseum.de/Details/Index/250273).

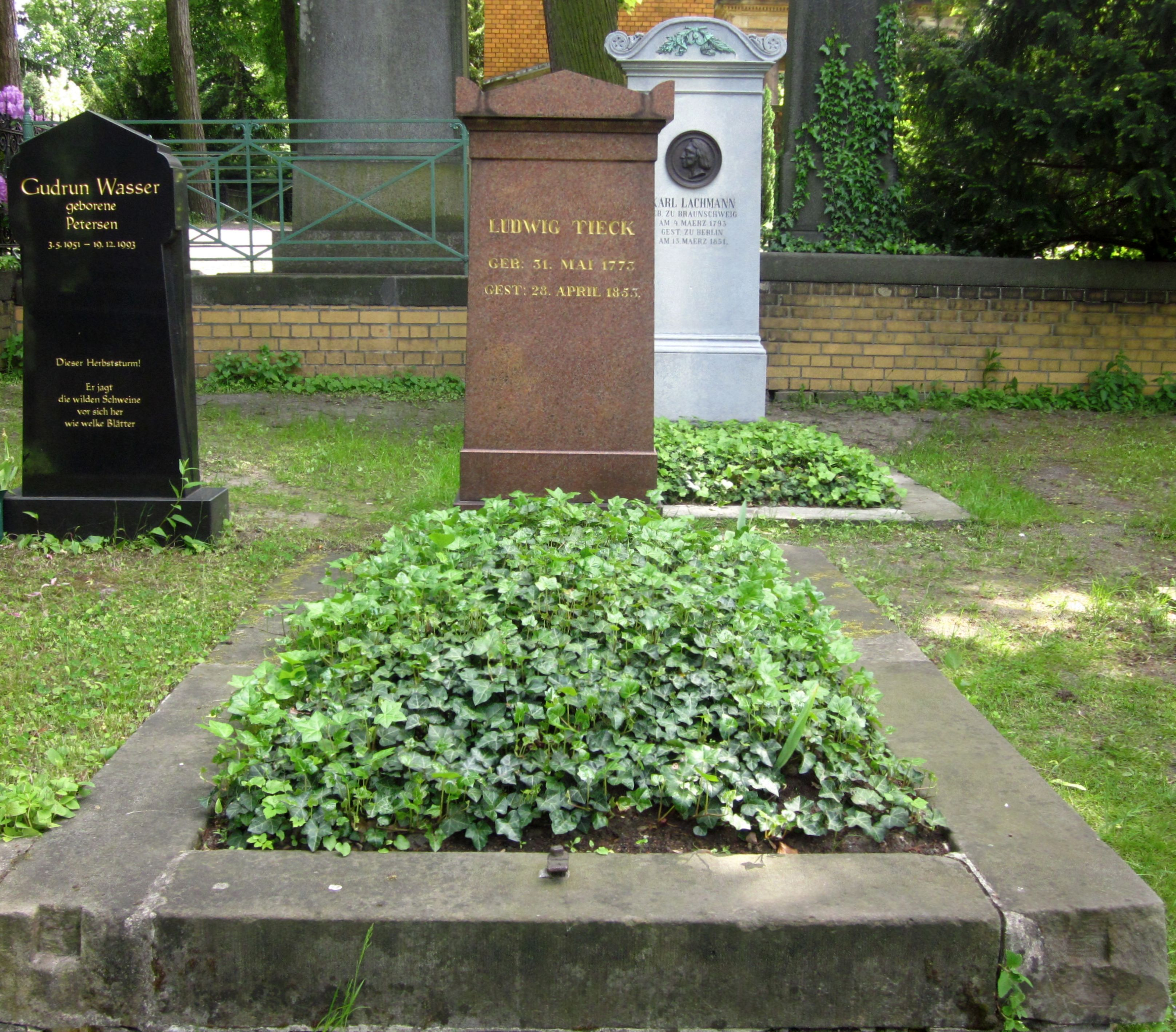
Sepultura no Dreifaltigkeitskirchhof II em Berlim

### Editor
- Poetisches Journal, Jena 1800 (mais não publicado), publicado por Friedrich Frommann.
- Minnelieder aus dem schwäbischen Zeitalter, neu bearbeitet und herausgegeben von Ludewig Tieck, mit Kupfern, Berlim 1803.
- Novalis
- Maler Müller
- Heinrich von Kleist
- Jakob Michael Reinhold Lenz: Lenz’ gesammelte Schriften, Berlim 1828.
- Karl Wilhelm Ferdinand Solger
- Franz Berthold (das ist Adelheid Reinbold)